# カマリーニャス

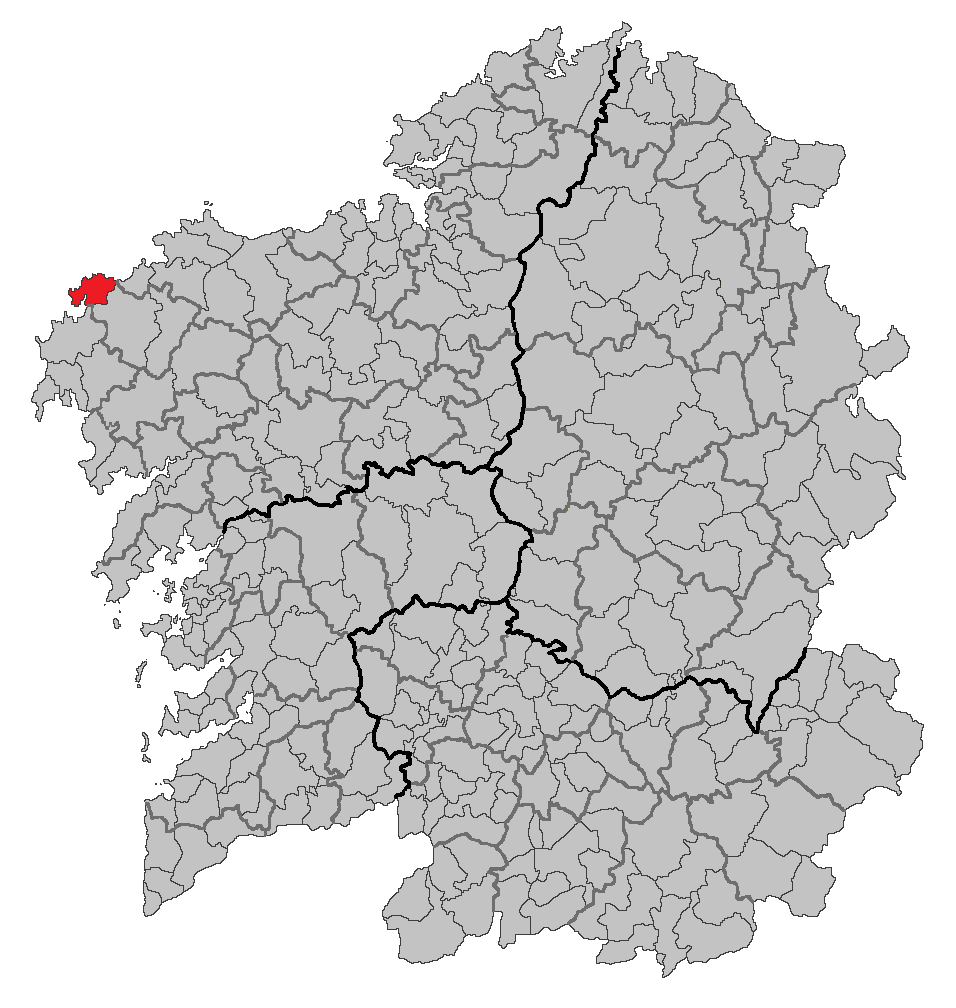

カマリーニャス（Camariñas）は、スペイン、ガリシア州、ア・コルーニャ県のコスタ・ダ・モルテ (es:Costa da Morte) 地域にある自治体で、コマルカ・ダ・テーラ・デ・ソネイラに属する。ガリシア統計局によると、2009年の人口は6,224人（2008年：6,207人、2007年：6,275人、2006年:6,323人、2005年:6,467人、2004年:6,502人、2003年:6,597人）。住民呼称はcamariñán/-ñá。
ガリシア語話者の自治体住民に占める割合は98.94％（2001年）。 

## 地理
カマリーニャスはア・コルーニャ県の西部に位置し、コマルカ・ダ・テーラ・デ・ソネイラに属する。北は、大西洋に面し、南はリア・デ・カマリーニャに面し、半島となっている。接する自治体は、南がムシーア、南から東にかけてはビミアンソで、自治体の中心地区は、カマリーニャス教区のカマリーニャス地区。

### 人口
| カマリーニャスの人口推移 1900－2010                     |
|                                                         |
| 出典:INE（スペイン国立統計局）1900年 - 1991年、1996年 - |

## 政治
2007年の自治体選挙の結果、自治体首長はガリシア社会党（PSdeG-PSOE）のマヌエル・バレリアーノ・アロンソ・デ・レオン（Manuel Valeriano Alonso de León）、自治体評議員はガリシア社会党:8、ガリシア国民党（PPdeG）:5となっている。 

## 教区
カマリーニャスは4の教区に分けられる。太字は自治体の中心地区のある教区。
- カマリーニャス（サン・シュルショ）
- カメージェ（オ・エスピリト・サント）
- ア・ポンテ・ド・ポルト（サン・ペドロ）
- シャビーニャ（サンタ・マリーア）

## ギャラリー

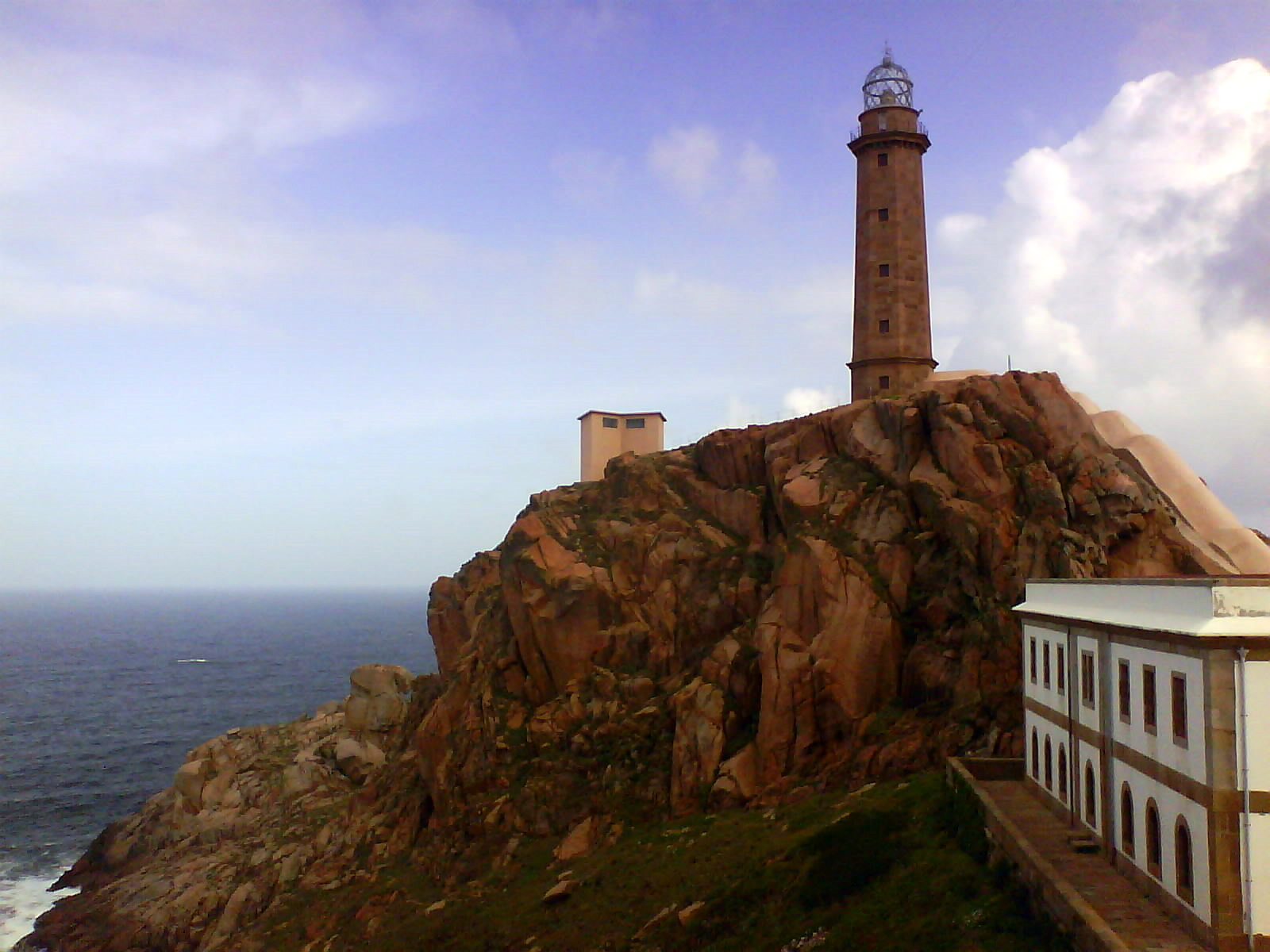
ビラン岬
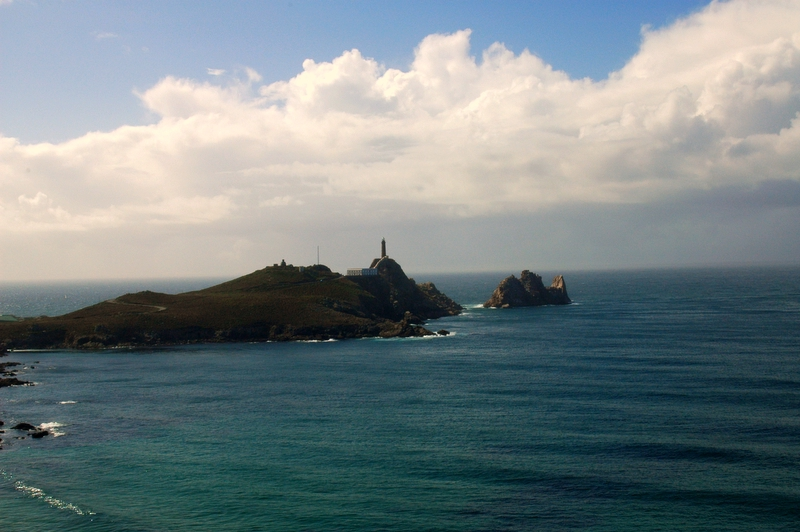
ビラン岬
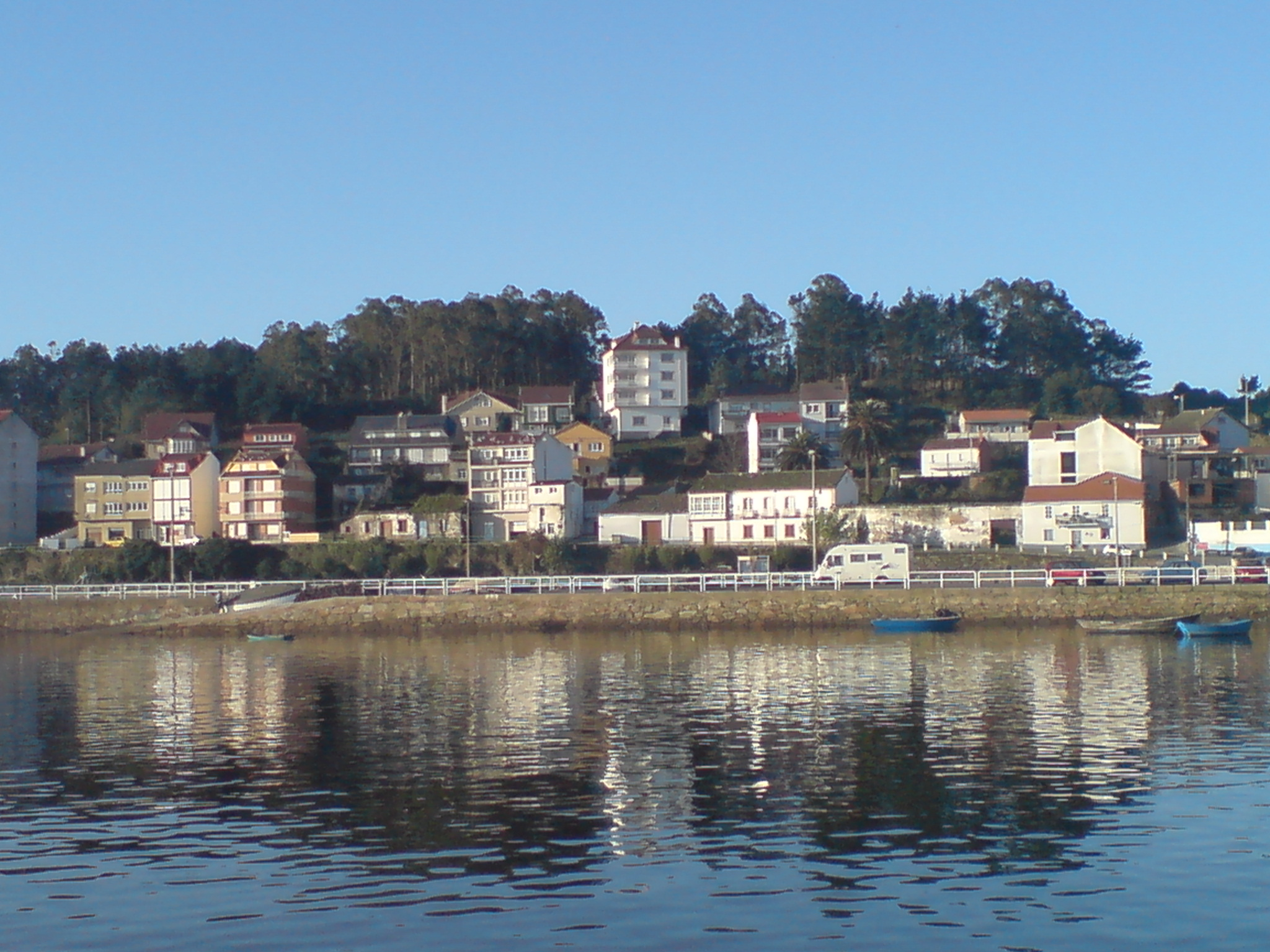